# NGC 5306
NGC 5306 é uma galáxia lenticular (S0) localizada na direcção da constelação de Virgo. Possui uma declinação de -07° 13' 24" e uma ascensão recta de 13 horas, 49 minutos e 11,2 segundos.
A galáxia NGC 5306 foi descoberta em 5 de Março de 1785 por William Herschel.